# 作者

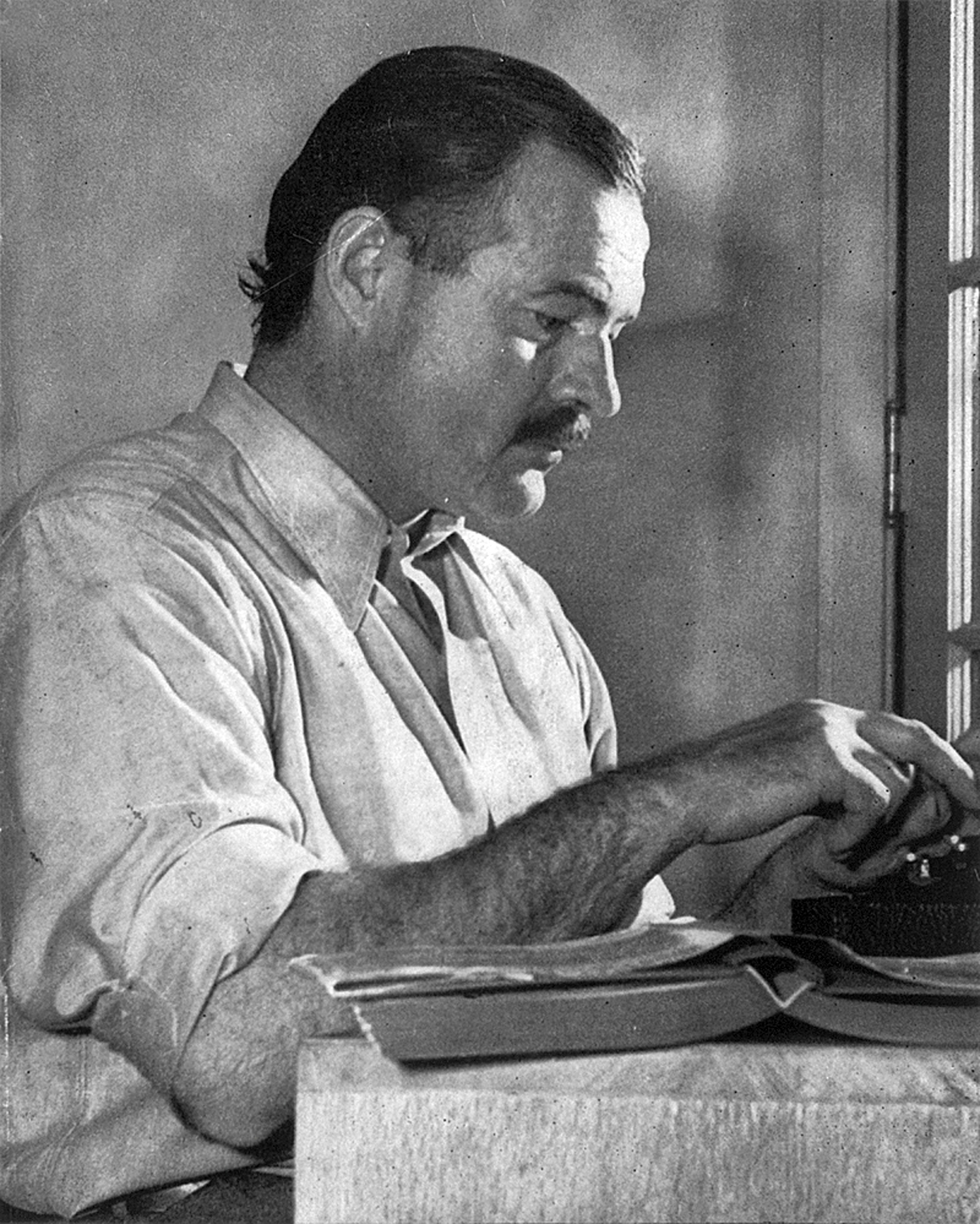
海明威打字的神情

作者（英語：author）指创作出文章、艺术、科学等作品的人，与作家的区别在于，作家通常是进行原创的文学家，但作者并非一定为原创，也并非一定是文学创作，汇编、改编、翻译、摘录等形式都可以称为作者。
从根本上说，只有自然人才能成为作者。然而法人和其他组织在特定条件下也能成为法律意义上的作者。例如作品的创作人受雇于某组织，为该组织创作作品，而相应责任也由法人或组织承担，这时该法人或组织在著作权法中会被视为作者。

## 作者身份的哲學觀點

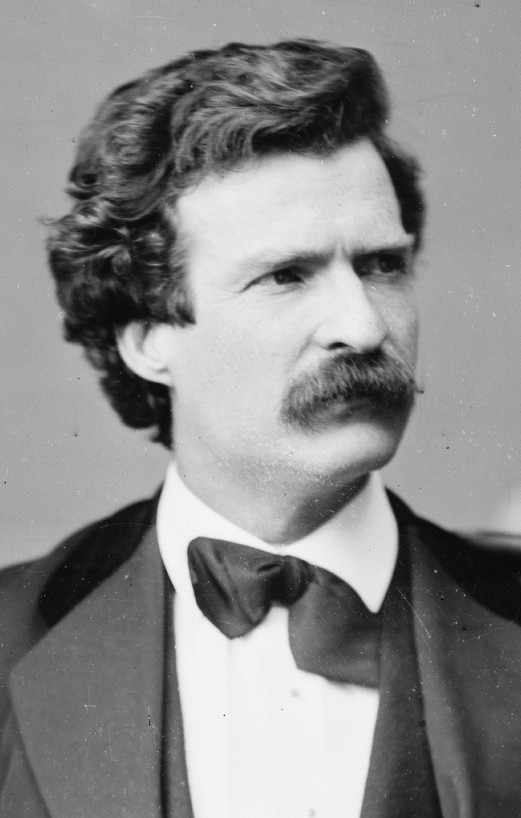
馬克吐溫是19世紀著名的美國作家，他涉足多種類型，包括小說和新聞。

法國哲學家、社會學家及歷史學家傅柯在法國哲學會於1969年2月22日舉辦的文學理論講座上發表了名為《何謂作者？》的相關講述。

## 另見
- 第一作者
- 學術作者
- 作者編輯（英语：Author editing）
- 寫作
  - 分佈式寫作（英语：Distributive writing）
  - 專業寫作（英语：Professional writing）
  - 作文
- 作者论
- 作家
- 詩人
- 小說家
- 作家列表（英语：Lists of writers）
- 小說家列表（英语：List of novelists by nationality）
- 詩人列表（英语：List of poets）